# Atje Keulen-Deelstra

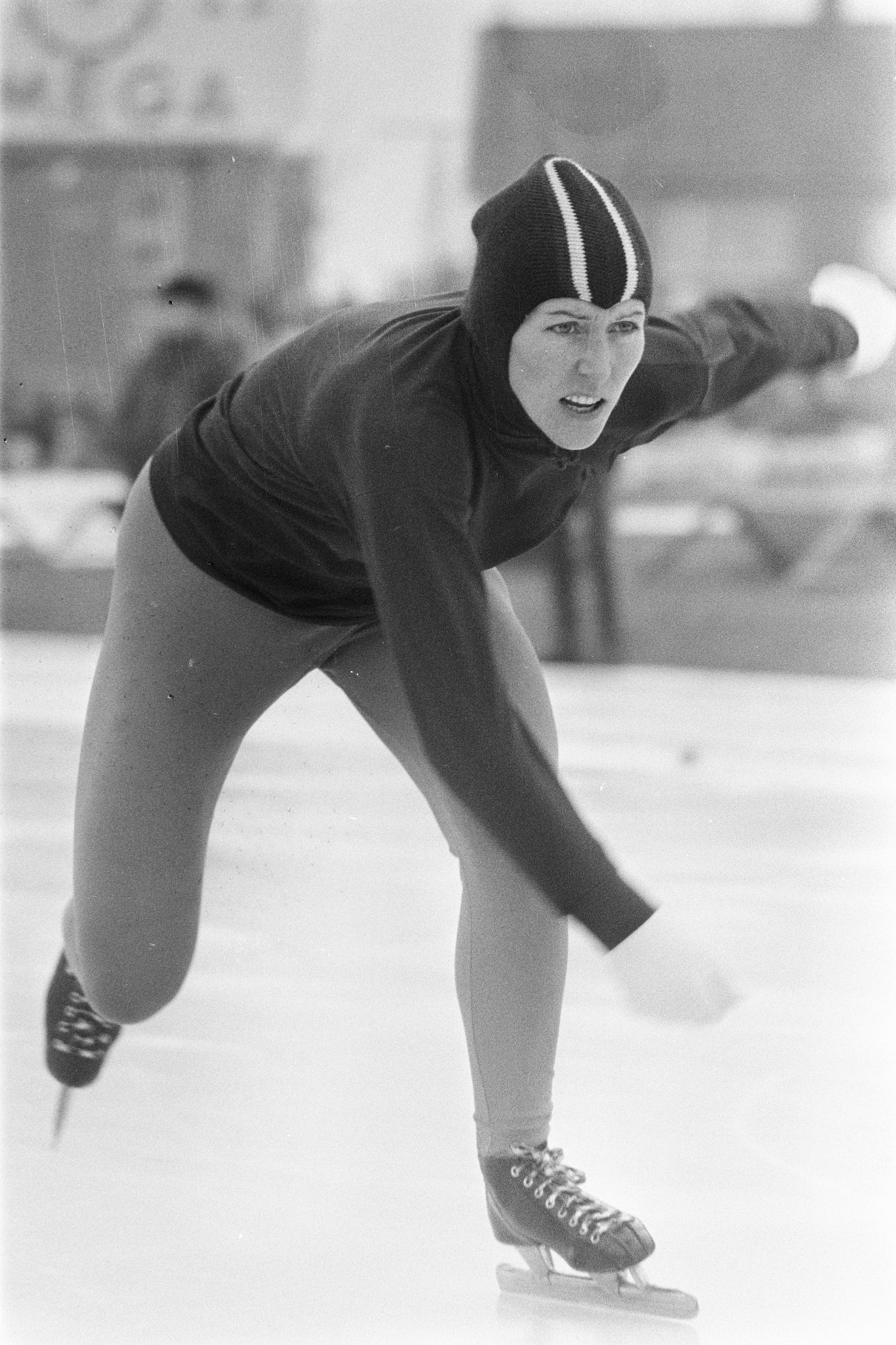
Atje Keulen-Deelstra (1972)

Atje Keulen-Deelstra (* 31. Dezember 1938 in Grouw, Gemeinde Boarnsterhim; † 22. Februar 2013 in Leeuwarden) war eine niederländische Eisschnellläuferin, die erst im relativ hohen Alter von 30 Jahren den internationalen Durchbruch schaffte. Sie war vierfache Weltmeisterin und dreifache Europameisterin im Mehrkampf.

## Biografie
Bereits mit 16 Jahren gewann sie als Atje Deelstra die Junioren-Kurzbahnmeisterschaft der Provinz Friesland. Zu der Zeit bestritt sie viele sportliche Aktivitäten, bevorzugte aber das Eisschnelllaufen. 1962 heiratete sie Jelle Keulen, und das Ehepaar bekam zwischen 1963 und 1966 drei Kinder. Ihre sportliche Karriere schien damit vorbei zu sein.
Dennoch begann sie 1967 wieder mit dem Training, auch wenn man ihr immer wieder sagte, sie sei für den Hochleistungssport nunmehr zu alt. Einen Platz im Nationalteam bekam sie zunächst nicht, was sie aber nicht davon abhielt, 1970 die niederländische Mehrkampf-Meisterschaft für sich zu entscheiden und Größen wie Ans Schut und Stien Kaiser hinter sich zu lassen. Im selben Jahr folgte noch der Gewinn der in West Allis ausgetragenen Mehrkampf-Weltmeisterschaft. Gekrönt wurde das Jahr 1970 durch die Wahl zur niederländischen Sportlerin des Jahres.
1972, 1973 und 1974 gewann sie die niederländische, europäische und die Weltmeisterschaft im Mehrkampf, und bei den Olympischen Winterspielen 1972 in Sapporo konnte sie über 1500 und 3000 m die Bronzemedaille und über 1000 m die Silbermedaille gewinnen. 1975 wechselte sie zum Eislauf-Marathon und konnte dort vier Mal die niederländische Meisterschaft für sich entscheiden, letztmals 1980 als nunmehr 42-Jährige.
Kurz nachdem sie 1997 bei einem Verkehrsunfall Verletzungen davongetragen hatte, nahm sie noch am Elfstedentocht teil.
Ihre Tochter Boukje Keulen wurde ebenfalls Eisschnellläuferin.